# شهرداری بوشهر
شهرداری بوشهر یک سازمان عمومی غیردولتی است که مسئولیت اداره شهر بوشهر را بر عهده دارد. بالاترین مقام اجرایی این سازمان شهردار بوشهر است که توسط شورای شهر بوشهر انتخاب می‌گردد. شهر بوشهر به ۲ منطقه تقسیم شده‌است. بر اساس درجه‌بندی منتشرشده توسط سازمان شهرداری‌ها و دهیاری‌های کشور در سال ۱۴۰۰، درجهٔ شهرداری بوشهر ۱۰ است.

## تاریخچه
پس از تصویب تأسیس اولین بلدیه قانونی در سال ۱۲۸۶ خورشیدی، بلدیه بوشهر در سال ۱۲۸۹ با عنوان «انجمن بلدیه بوشهر» شروع به کار کرد. در سال ۱۲۹۱، سید حسین سیادت به‌عنوان اولین رئیس بلدیه بوشهر برگزیده شد.

## ساختار سازمانی

### معاونت‌ها
- معاونت خدمات شهری
- معاونت امور عمرانی و حمل‌ونقل و ترافیک
- معاونت توسعه مدیریت و منابع

### سازمان‌ها
- سازمان مدیریت حمل‌ونقل و بار و مسافر
- سازمان آتش‌نشانی و خدمات ایمنی
- سازمان فناوری اطلاعات و ارتباطات (فاوا)
- سازمان فرهنگی، اجتماعی، ورزشی
- سازمان مدیریت پسماند
- سازمان سیما، منظر و فضای سبز شهری[۵]

## بودجه
شورای اسلامی شهر بوشهر، بودجهٔ شهرداری بوشهر را برای سال ۱۴۰۱، ۹۴۰ میلیارد تومان تصویب کرد.

## حمل‌ونقل عمومی
بر اساس آمار ارائه‌شده توسط سازمان شهرداری‌ها و دهیاری‌های کشور در نیمه دوم دهه ۱۳۹۰، ناوگان حمل‌ونقل عمومی بوشهر شامل ۴۳ اتوبوس، ۵۹۲ تاکسی و ۲۸ ون بوده‌است.